# Автошлях E611
Європейський шлях Е 611 — європейська дорога класу B у Франції, що з'єднує міста Ліон і Пон-д'Ен.

## Маршрут
- Франція
  - E15, E70, E711 Ліон
  - Пон-д'Ен

## осилання
- Європейська економічна комісія ООН: Загальна карта мережі електронних доріг (2007)
- Міжнародна мережа електронних доріг